# مارك فيل
مارك أنثوني جيمس فيل (بالإنجليزية: Mark Anthony James Vaile)‏ هو النائب السابق لرئيس وزراء أستراليا وكذلك القائد السابق للحزب الوطني الأسترالي, ولد ب18 أبريل 1956, يشْغل فيل حاليا منصب مدير غير تنفيذي لعدد من الشركات المدرجة في سوق البورصة.

## حياته الباكرة
ولد فيل بمدينة سيدني وعمل بالفلاحة والتخزين وكذلك بالمحطات ثم اشتغل وكيلا عقاريا قبل أن يدخل في مجال السياسة. وقد كان عضوا بمجلس مدينة تاري الكبرى (1985-1993), إضافة إلى اشتغاله ثلاث سنوات نائبا لعمدة المدينة.

## حياته الشخصية
يعتنق فيل ديانة الكنيسة الكاثوليكية الرومانية, وهو متزوج ذو ثلاثة أبناء. يقيم بمنزل خارج تاري, نيوساوث ويلز.